# فرانکا دووال
فرانکا دووال (انگلیسی: Franca Duval؛ زادهٔ ۱۹۲۵ میلادی) خواننده سوپرانوی اپرا است.
از فیلم‌هایی که وی در آن‌ها نقش داشته‌است، می‌توان به توسکا اشاره نمود.